# Exhyalanthrax aravensis
Exhyalanthrax aravensis är en tvåvingeart som beskrevs av Zaitzev 1998. Exhyalanthrax aravensis ingår i släktet Exhyalanthrax och familjen svävflugor. Inga underarter finns listade i Catalogue of Life.